# سیارک ۱۳۷۵۳
سیارک ۱۳۷۵۳ (به انگلیسی: 13753 Jennivirta، نامگذاری:1998SY59) سیزده هزار و هفتصد و پنجاه و سومین سیارک کشف شده‌است که در ۱۷ سپتامبر ۱۹۹۸ کشف شد.
قدر مطلق سیارک برابر ۲۸.۲ است.